# Truyền thuyết đô thị

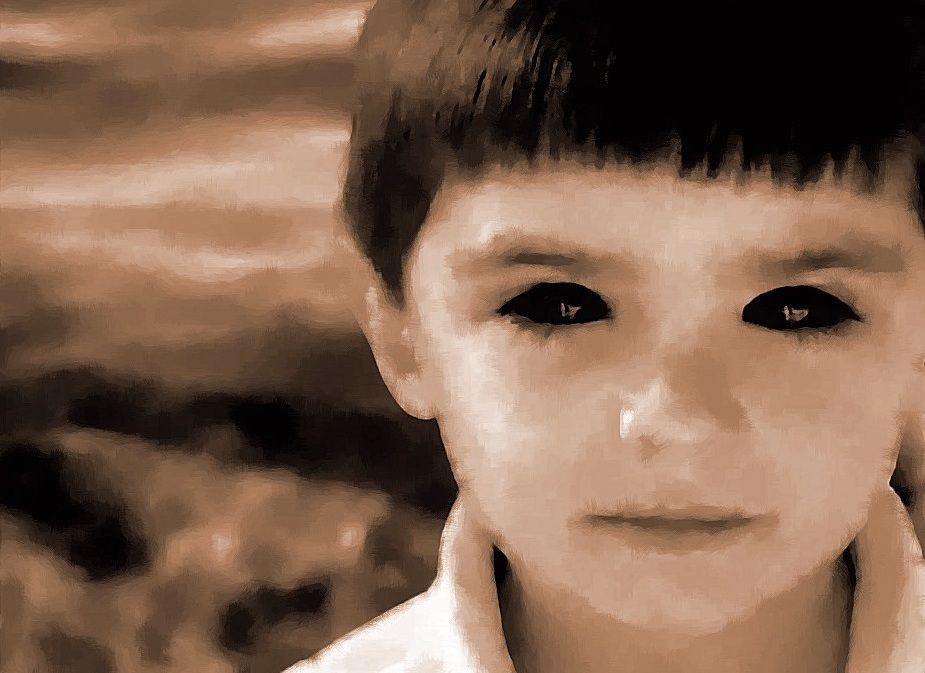
Trẻ em mắt đen, một trong những truyền thuyết thành thị nổi tiếng nhất trên thế giới.

Truyền thuyết đô thị (còn gọi là truyền thuyết thành thị, truyền thuyết thời hiện đại; tiếng Anh: urban legend, urban myth, urban tale, contemporary legend, urban folklore) là một hình thức văn hóa dân gian thời hiện đại, bao gồm những truyện kể mà người kể chúng có thể tin hoặc không tin là có thật. Cũng giống như các truyện dân gian và truyện thần thoại khác, mô tả về những truyền thuyết đô thị không nói lên điều gì về tính xác thực của những câu chuyện đó mà chỉ đơn thuần nói lên rằng những truyện kể ấy lưu hành trong xã hội, tam sao thất bản qua thời gian và chứa đựng trong mình những ý nghĩa đã thúc đẩy cộng đồng bảo tồn và truyền bá nó. Truyền thuyết đô thị đa phần là truyện kể u ám, đáng sợ.
Dù được gọi là "truyền thuyết đô thị" nhưng không nhất thiết chúng phải bắt nguồn từ khu vực đô thị. Cách gọi này thực ra dùng để phân biệt với những truyện kể dân gian truyền thống đã có từ trước thời công nghiệp hóa. Vì nguyên do này mà các nhà xã hội học và nhà nghiên cứu văn hóa dân gian thích dùng thuật ngữ "truyền thuyết hiện đại" hơn. Thỉnh thoảng những truyện này được lặp đi lặp lại trên các bản tin thời sự và trong những năm gần đây còn được phát tán qua thư điện tử và mạng xã hội. Mọi người thường tuyên bố rằng những truyện này đã xảy ra với "bạn của bạn họ".
Một số truyền thuyết đô thị đã lưu truyền nhiều năm mà chỉ thay đổi chút ít cho hợp với từng vùng. Những truyền thuyết gần đây có xu hướng lấy bối cảnh hiện đại như câu chuyện kể về những người bị bắt cóc, chuốc thuốc mê và khi tỉnh dậy thì phát hiện mình đã bị cướp đi một quả thận.